# 12166 Oliverherrmann
A 12166 Oliverherrmann (ideiglenes jelöléssel 3372 T-2) a Naprendszer kisbolygóövében található aszteroida. Cornelis Johannes van Houten,  Ingrid van Houten-Groeneveld és Tom Gehrels fedezte fel 1973. szeptember 25-én.